# Garcinia clusiifolia
Garcinia clusiifolia är en tvåhjärtbladig växtart som beskrevs av Henry Nicholas Ridley. Garcinia clusiifolia ingår i släktet Garcinia och familjen Clusiaceae. Inga underarter finns listade i Catalogue of Life.